# Tchien-ťin CTF Finance Centre
Tchien-ťin CTF Finance Centre je 530 m vysoký mrakodrap v Tchien-ťinu,  v Číně. Obsahuje 97 pater a to nejvyšší leží ve výšce 439 m. Výstavba budovy probíhala v letech 2009 až 2019. 